# Dienstzegel

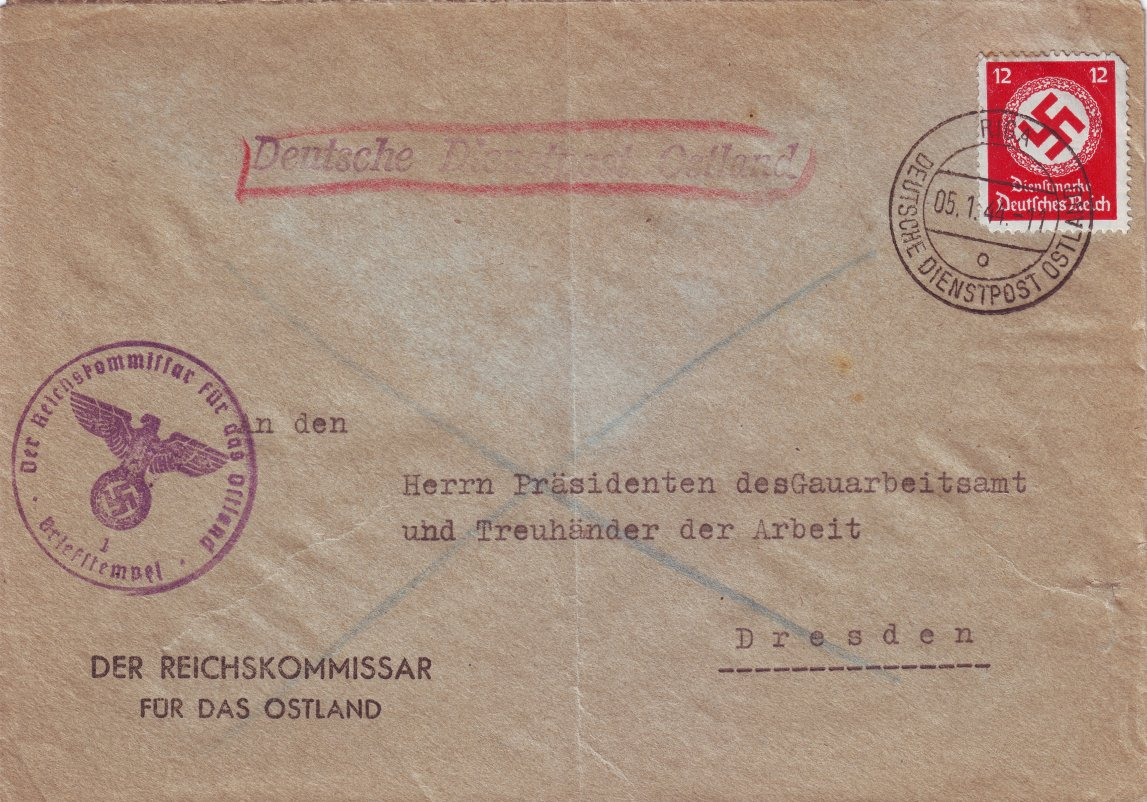
Brief van de Reichskommissar für das Ostland, verzonden met de Deutsche Dienstpost Ostland vanuit het door de Duitsers bezette Riga naar Dresden op 5 januari 1944. De postzegel is een dienstzegel.

Een dienstzegel is een postzegel die uitsluitend door een overheidsorganisatie mag worden gebruikt. Een dergelijke zegel is niet op het postkantoor verkrijgbaar en een particulier mag er niet mee frankeren. Daarom is de kans dat dienstzegels worden gestolen en/of voor particuliere doeleinden worden gebruikt tamelijk gering.
Vaak zijn dienstzegels wel voor postzegelverzamelaars verkrijgbaar, maar dan uitsluitend gestempeld, zodat de kans op misbruik van de zegel uitgesloten is. De postdienst verkoopt ze dan postfris gestempeld. Voor dienstzegels die wel echt gebruikt zijn, dus op een brief hebben gezeten, betaalt de verzamelaar vaak meer dan voor een postfris gestempeld exemplaar.

## Geschiedenis
In 1840 introduceerde Groot-Brittannië de eerste postzegel, de Penny Black. Toen al werd de uitgifte van een dienstzegel voorbereid, die identiek was aan de Penny Black, behalve dat de ornamenten in de bovenhoeken waren vervangen door de letters V en R (voor Victoria Regina, Koningin Victoria). De zegel was al gedrukt toen de uitgave werd afgeblazen. De totale oplage werd vernietigd, op 21 vellen na. Enkele zegels zijn in handen van het publiek gekomen.
De eerste dienstzegels die echt gebruikt werden, zijn uitgegeven in Spanje in juli 1854. De afbeelding bestond uit het toenmalige staatswapen met daaronder een indicatie van het maximaal toegelaten gewicht.
In de jaren 1880-1930 hadden de meeste landen eigen dienstzegels. Vaak werden dienstzegels gefabriceerd door een opdruk op gewone postzegels. Bekende opdrukken zijn SERVICE, OFFICIAL, O.H.M.S. (‘On Her/His Majesty's Service’ op postzegels van Canada, India en andere Britse gebieden), OFFENTLIG SAK (‘Publieke zaak’ op postzegels van Noorwegen).
In sommige landen, zoals het Duitse Keizerrijk, bestond een contract tussen de overheid en de postdienst (hier de Deutsche Reichspost), waarbij de overheid de kosten van de verstuurde post achteraf afrekende met de postdienst. Vandaar dat de dienstzegels van 1903 de tekst ‘Frei durch Ablösung Nr. 21’ (‘Vrij door terugbetaling Nr. 21’) dragen. Deze zegels werden in Pruisen gebruikt om het verbruik aan postzegels door de overheid nauwkeurig vast te stellen. De afdracht aan de Reichspost werd door een schatting bepaald en de overheid had de indruk dat die schatting te hoog was. In 1905 werd de proef herhaald in het groothertogdom Baden; nu droegen de postzegels de tekst ‘Frei durch Ablösung Nr. 16’. Bij beide proeven bleek dat de Reichspost aanzienlijk meer in rekening bracht dan de overheid daadwerkelijk aan postzegels verbruikte. De afdracht werd dus verminderd. De nummers 21 en 16 waren de codenummers voor de postverdragen tussen de Reichspost en respectievelijk Pruisen en Baden. In de tijd van de Weimarrepubliek en het Derde Rijk werd op dienstpost die zonder postzegel werd verzonden, vaak een stempel ‘Frei durch Ablösung Reich’ geplaatst, hoewel er in deze periode wel dienstzegels bestonden.
Na de Tweede Wereldoorlog verdwenen de dienstzegels langzamerhand. In veel landen was het voldoende als de overheid, die toch al portvrijdom genoot, de post verstuurde in een envelop met de naam van de bewuste overheidsinstantie, en zonder postzegel. Toen veel postdiensten werden geprivatiseerd, verdween de portvrijdom (in Nederland bijvoorbeeld op 1 januari 1984) en moesten de overheidsorganisaties postzegels gaan inkopen of een frankeermachine gaan gebruiken. Een van de weinige landen die in de jaren vijftig en zestig nog met dienstzegels werkten, was de Duitse Democratische Republiek. De Bondsrepubliek had in deze tijd geen dienstzegels meer.

## Nederland
In Nederland zijn maar weinig dienstzegels uitgegeven. Tussen 1913 en 1919 gebruikten de Armenraden eigen zegels, de Armenwetzegels. De zegels werden gebruikt voor de correspondentie van de Armenraden, of voor de frankering van een antwoordenvelop (betaald antwoord) als die door de Armenraad werd meegestuurd.
Ook de eigen postzegels van het Internationaal Gerechtshof in Den Haag zijn dienstzegels. Sinds 1934 geeft het Hof eigen postzegels uit, die worden gebruikt voor zijn correspondentie. Oorspronkelijk waren dat Nederlandse postzegels met een opdruk ‘Cour permanente de justice internationale’, later ‘Cour internationale de justice’. Vanaf 1950 geeft het Hof zegels uit met een eigen ontwerp, vaak met een afbeelding van het Vredespaleis. De zegels staan in de NVPH-catalogus vermeld onder de rubriek ‘Dienstzegels’. De zegels uitgegeven tussen 1947 en 1989 waren alleen gestempeld verkrijgbaar aan de filatelieloketten.
Nederlands-Indië heeft alleen in 1911 dienstzegels uitgegeven, en wel twee series. De ene bestond uit opdrukken van een diapositieve D in een cirkel op bestaande postzegels, de andere uit opdrukken van het woord ‘DIENST.’ op bestaande postzegels. Net als een paar jaar tevoren in Duitsland betrof het een proef om te meten hoeveel post de Nederlands-Indische overheidsinstanties verstuurden.

## Afbeeldingen

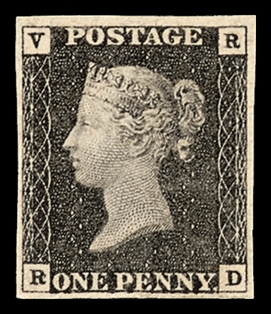
Nooit tot uitgifte gekomen dienstzegel van Groot-Brittannië, 1840
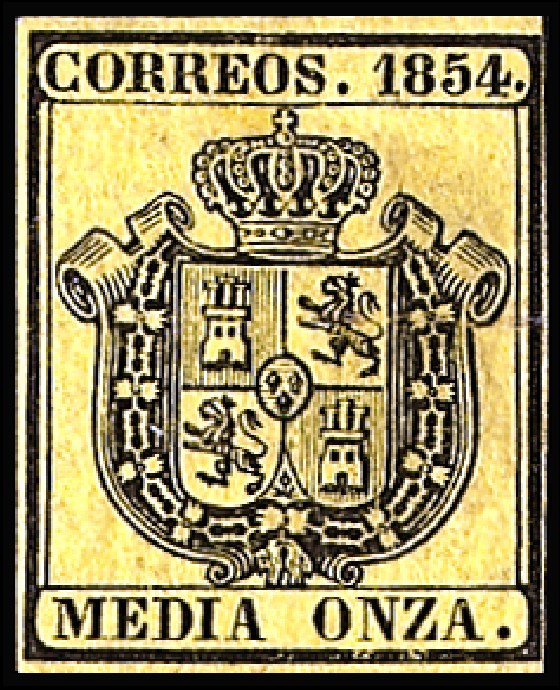
Spaanse dienstzegel uit 1854
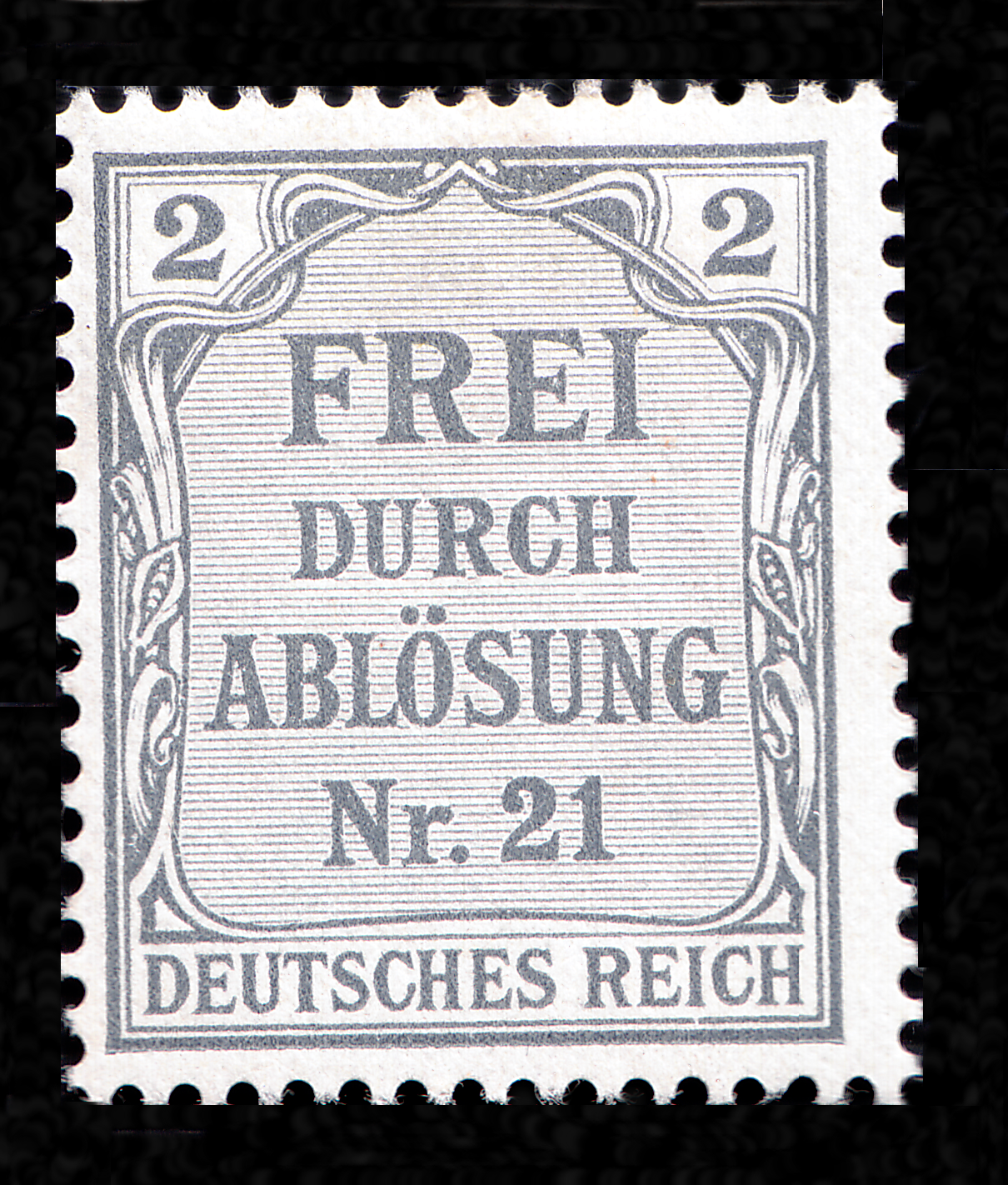
FREI DURCH ABLÖSUNG Nr. 21, Duitse dienstzegel van 1903
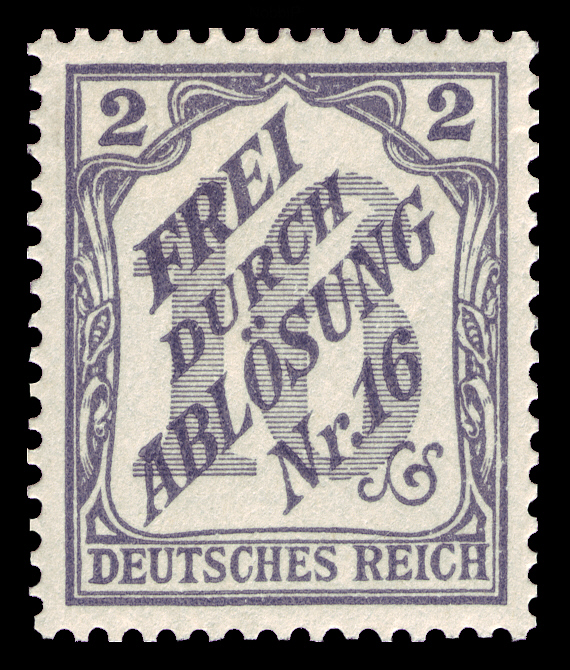
FREI DURCH ABLÖSUNG Nr. 16, Duitse dienstzegel van 1905
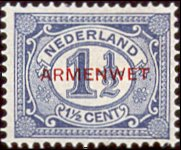
Nederland, Armenwetzegel uit 1913
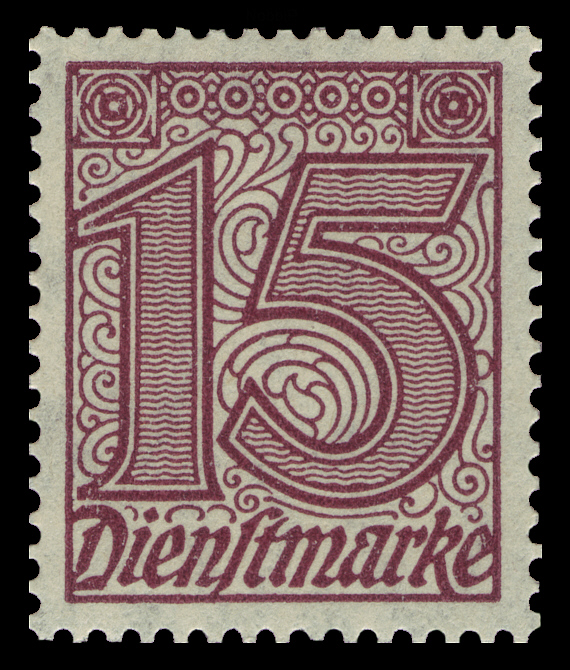
Dienstzegel van Duitsland, uitgegeven in 1920
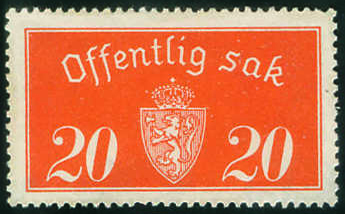
Dienstzegel van Noorwegen, 1933
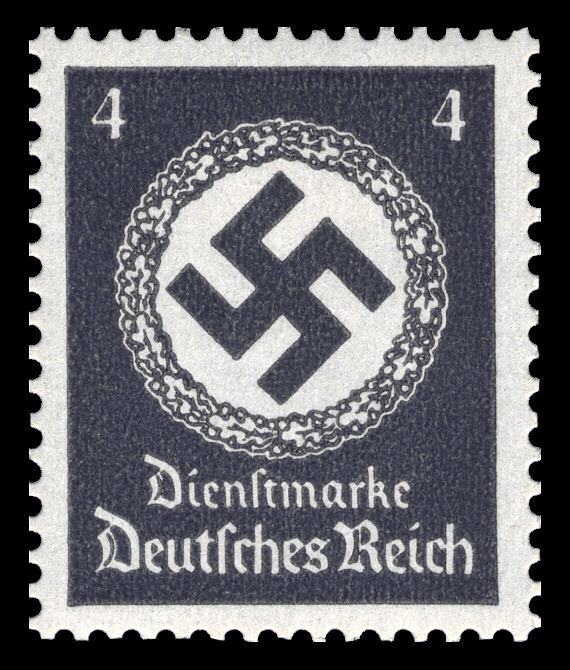
Dienstzegel van Duitsland, uitgegeven in 1942
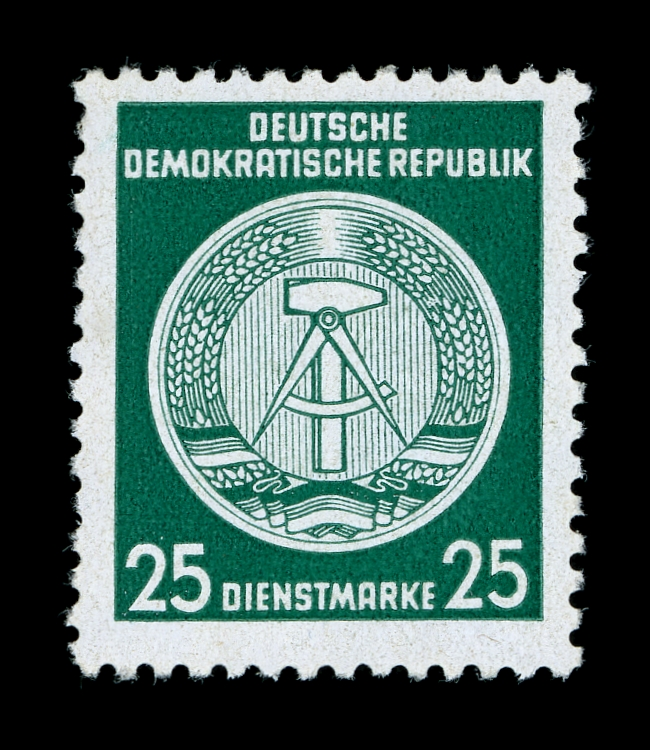
Dienstzegel van de DDR uit 1954
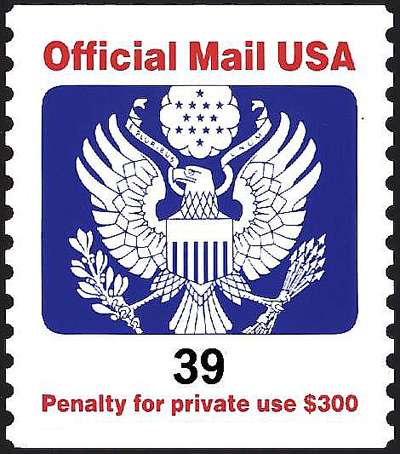
Dienstzegel van de Verenigde Staten uit 2005